# Jan ten Brink
Jan ten Brink (født 15. juni 1834 i Appingedam i Groningen, død 19. juli 1901 i Leyden) var en hollandsk litteraturhistoriker og skønlitterær forfatter. 
ten Brink studerede i Utrecht teologi og tog 1860 den teologiske doktorgrad, levede derpå et par år i hollandske Indien som lærer. 2 år efter ansattes han som docent i nederlandsk sprog og litteratur ved gymnasiet i Haag, og 1884 udnævntes han til professor i hollandsk litteratur ved Leydens Universitet, hvor han forblev til sin død. Som skribent debuterede han med en studie over Brederoo, der blev prisbelønnet i Utrecht 1859. 
Den fulgtes af en lang række til dels meget omfattende værker, dels af litteraturhistorisk, dels af rent æstetisk art. Af de første kan nævnes: Schets ener geschiedenis der Nederlandsche letterkunde (1867-69, ufuldendt), Letterkundige schetsen (2 dele, 1874-75), Onze hedendagsch letterkundigen (1882-87), senere udkommet i en ny udgave 1902 under titlen Geschiedenis der Noord-Nederlandsche letteren in de XIXde eeuw; Causerien over moderne romans (1884); De romaan in brieven 1740-80 (1889).
Også litterære monografier foreligger fra hans hånd, således en om Lord Lytton og en om Émile Zola. Af belletristiske bøger, romaner og noveller har han skrevet en mængde, således Oostindische dames en heeren (1866), og Jan Starter en zijn wijf. En tid var ten Brink udgiver af det belletristiske tidsskrift Nederland. En fuldstændig udgave af hans romaner og noveller udkom i Leyden i 13 bind (1885). Hans litterære skitser og kritikker er ligeledes udkomne i Leyden i 17 bind (1882-88).